# Schwarzenberg (Szwajcaria)
Schwarzenberg – miejscowość i gmina w środkowej Szwajcarii, w kantonie Lucerna, w okręgu Luzern-Land. Pod względem powierzchni jest największą gminą w okręgu.

## Demografia
W Schwarzenbergu mieszka 1 746 osób. W 2021 roku 7,4% populacji gminy stanowiły osoby urodzone poza Szwajcarią. 